# Plagiothecium ruthei
Plagiothecium ruthei là một loài Rêu trong họ Plagiotheciaceae. Loài này được Limpr. miêu tả khoa học đầu tiên năm 1897.